# Symbiogeneza
Zasugerowano, aby zintegrować ten artykuł z artykułem Endosymbioza (dyskusja). Nie opisano powodu propozycji integracji.
Symbiogeneza – teoria powstawania gatunków na drodze integracji, symbiozy różnych gatunków. Sformułowana została po raz pierwszy przez Konstantina Mereszkowskiego (rosyjskiego biologa i botanika, działającego w Kazaniu), w oparciu o badania nad porostami. Według jego koncepcji większe, bardziej złożone komórki powstały wskutek symbiotycznych relacji między mniej złożonymi komórkami. Opisał swoją teorię w 1909 roku w pracy w języku rosyjskim, chociaż jej założenia pojawiły się już w pracy z 1905 roku. 

## Cyklicznaendosymbioza
Współczesną, powszechnie przyjętą dziś teorią endosymbiozy sformułowaną w latach 70. XX wieku przez Lynn Margulis, odnoszącej się do powstania komórek eukariotycznych na drodze cyklicznej endosymbiozy. Według tej teorii  mitochondria, plastydy, w tym chloroplasty, oraz kinetosomy 9+2 wici pochodzą od bakteryjnych endosymbiontów i zostały przyswojone przed wyewoulowaniem mechanizmu eukariotycznej mitozy. 
Najprawdopodobniej mitochondria pochodzą od proteobakterii, a chloroplasty od cyjanobakterii.
Pierwsze eukarionty (pierwotniaki, rośliny, grzyby i zwierzęta) wykształtowały się w drodze seryjnej endosymbiozy prostszych form.
Można zatem przyjąć pogląd, że chloroplasty to dawne bakterie fotosyntezujące, a mitochondria to dawne bakterie tlenowe (lub bakterie fotosyntezujące, które utraciły zdolność do fotosyntezy). Te endosymbionty były wchłaniane przez komórkę gospodarza, lecz nie były trawione. Przeżyły one i rozmnażały się wraz z komórką gospodarza, dlatego też następne pokolenia gospodarzy także zawierały endosymbionty. Między tymi dwoma organizmami powstała zależność mutualistyczna, a ostatecznie endosymbiont utracił zdolność samodzielnego życia poza organizmem gospodarza.
Postuluje się, że w niektórych grupach glonów (eugleniny, bruzdnice, złotowiciowce, brunatnice, okrzemki i in.) chloroplasty są zredukowanymi innymi endosymbiotycznymi glonami, co jest określane jako wtórna endosymbioza.